# Colysis dissimilialata
Colysis dissimilialata là một loài thực vật có mạch trong họ Polypodiaceae. Loài này được (Bonap.) Ching miêu tả khoa học đầu tiên năm 1933.